# AFI (hudební skupina)
AFI, neboli A Fire Inside je americká rocková skupina založená v roce 1991. Tvoří ji dva původní členi, zpěvák Davey Havok a bubeník Adam Carson. Dalšími členy jsou baskytarista a klávesista Hunter Burgan a kytarista Jade Puget. Skupina za dobu svého působení vystřídala mnoha žánrů, počínaje horror punkem, přes post-hardcore a emo až po alternativní a gotický rock.

## Historie
Skupina AFI začala nahrávat již v roce 1991. Ale o dva roky později kvůli studiu a nedostatku času členů téměř zanikla. Po škole členové opět začali nahrávat.
V roce 1995 vydali své první studiové album Answer That and Stay Fashionable. Následovala další alba, ale žádné z nich zprvu nebylo úspěšné.
Kapela se výrazněji prosadila až se svým pátým albem The Art of Drowning z roku 2000. Do mainstreamu pak prorazila se svým šestým albem Sing the Sorrow, které vyšlo o tři roky později. Z alba vzešly dva populární singly „Girl's Not Grey“ a „Silver and Cold“.
Sedmé album Decemberunderground z roku 2006 navázalo na úspěchy dvou předešlých alb. Objevilo se například ve videohře Guitar Hero III: Legends of Rock. Následující alba Crash Love, Burials a AFI byla úspěšná stejně jako ta předchozí.
V roce 2021 kapela vydala prozatím své poslední a jedenácté album Bodies.

## Hudební styl a vlivy
Skupina za svou existenci vystřídala mnoho hudebních žánrů.
Mezi ty nejčastější patří hardcore, gothic rock, post-hardcore, alternativní rock a horror punk.
Hudební inspiraci hledali mezi skupinami, jako jsou The Cure, Bauhaus, Joy Division, The Sisters of Mercy, The Smiths, Skinny Puppy nebo Misfits.

## Členové
Současní členové
- Davey Havok – zpěv (1991–současnost)
- Adam Carson – bicí, perkuse, doprovodné vokály (1991–současnost)
- Hunter Burgan – basová kytara, klávesy, programování, doprovodné vokály (1997–současnost)
- Jade Puget – kytary, doprovodné vokály, klávesy, klavír, syntezátory, programování (1998–současnost, člen při turné 1996–1997)

Bývalí členové
- Mark Stopholese – kytary, doprovodné vokály (1991–1998)
- Vic Chalker – basová kytara (1991–1992)
- Geoff Kresge – basová kytara, doprovodné vokály (1992–1997)

## Diskografie
Studiová alba
- Answer That and Stay Fashionable (1995)
- Very Proud of Ya (1996)
- Shut Your Mouth and Open Your Eyes (1997)
- Black Sails in the Sunset (1999)
- The Art of Drowning (2000)
- Sing the Sorrow (2003)
- Decemberunderground (2006)
- Crash Love (2009)
- Burials (2013)
- AFI (2017)
- Bodies (2021)